# Shivaji II
Shivaji II hay Shivaji (9 tháng 6 năm 1696 - 14 tháng 3 năm 1726). Là vị Chhatrapati (tức vua) của Nhà Maratha tại xứ Ấn Độ, ông kế vị cha mình là Rajaram I lúc mới 4 tuổi vào năm 1700 khi ông ta chết một cách bí ẩn. Triều đại của ông cai trị trong suốt bảy năm từ năm 1700 cho đến năm 1707. Thời kỳ cai trị của ông đánh dấu một thời kỳ hỗn loạn và đấu đá trong nội bộ quốc gia.